# Roman-Kosh
Roman-Kosh (em ucraniano:  Роман-Кош, em russo:  Роман-Кош, em tártaro da Crimeia:  Roman Qoş) é o cume mais alto dos Montes da Crimeia. Tem 1545 metros de altitude e 1541 m de proeminência topográfica. Situa-se entre os municípios de Yalta e Alushta.